# George Keys
George Arthur Keys (* 12. Dezember 1959 in Burwood, Christchurch, Neuseeland) ist ein ehemaliger neuseeländischer Ruderer, der 1982 und 1983 Weltmeister im Achters wurde.
Der 1,93 m große George Keys vom Avon Rowing Club in Christchurch war 1982 Mitglied des neuseeländischen Achters, der bei den Ruder-Weltmeisterschaften 1982 in Luzern den Titel vor den Booten aus der DDR und aus der Sowjetunion gewann. Im Jahr darauf siegte der neuseeländische Achter unter Trainer Harry Mahon bei den Weltmeisterschaften in Duisburg vor den Booten aus der DDR und aus Australien. Bei den Olympischen Spielen 1984 siegten die Kanadier vor dem US-Achter, die Neuseeländer kamen sieben Zehntelsekunden hinter den Australiern als Vierte ins Ziel. Bei den Ruder-Weltmeisterschaften 1985 fuhr George Keys mit dem neuseeländischen Achter ebenfalls auf den vierten Platz. 
Nach einem Jahr Pause kehrte Keys 1987 in den Achter zurück, der bei den Weltmeisterschaften in München den achten Platz erreichte. In der Olympiasaison 1988 gehörte George Keys zusammen mit Gregory Johnston, Ian Wright, Christopher White und Steuermann Andrew Bird zum Vierer mit Steuermann, der hinter den Booten aus der DDR und aus Rumänien die Bronzemedaille bei der Olympiaregatta 1988 gewann. Zum Abschluss seiner Karriere belegte Keys zusammen mit Christopher White bei den Ruder-Weltmeisterschaften 1990 den zehnten Platz im Zweier ohne Steuermann.